# E-PLANETS in tohoku
e-PLANETS in tohoku（イープラネッツイントウホク）は、Date fmをキーステーションにエフエム青森、エフエム秋田、エフエム岩手、Boy FM、ふくしまFMのJFN東北6局ネットで放送していたラジオ番組である。放送時間は、毎週金曜日の12:00〜12:53（エフエム青森のみ12:50で終了）。2005年3月放送終了。
この項では、「マッピーのe-PLANET.tohoku」（マッピーのイープラネッツイントウホク）、「ザ・ラジオ〜心のコミュニケーションを大切に〜」（ザ・ラジオ こころのコミュニケーションをたいせつに）、「i-LANDinTOHOKU」（アイランドイントウホク）、「STEPPIN'TOHOKU」（ステッピントウホク）についてもここで併せて紹介する。

## 2001年4月〜2007年3月
2001年4月から9月まで放送されていた「マッピーのe-PLANET.tohoku」（―イープラネットドットトウホク）で、このときのDJは、TOKYO FMを退社したばかりの松本ともこだった（松本が担当していた時はふくしまFMをキー局とした東北6局ネット）。2001年10月に松本が東京TBSラジオのストリームのパーソナリティーを担当することとなり、キー局がDate fm（放送は第2スタジオ）に移動し、代役として塚田順子をむかえる形でスタート。
東北ネットなので、各地の放送局からの中継レポート、出張放送もすることもあった。後期には、Date fmローカル枠として、「e-PLANETS Friday」（11:30〜12:00）が存在した。
後番組は「ザ・ラジオ〜心のコミュニケーションを大切に〜」（2007年3月終了）、遠藤八郎が東北福祉大学から東北6県とFM-NIGATAの7局ネットで放送。

## 2007年10月〜2009年9月
「ザ・ラジオ」終了後、半年のブランクを経て、「i-LANDinTOHOKU」がスタート、週末の東北ブロックネット復活となった。仙台市の定禅寺通りのサテライトスタジオからの放送となる。番組のスポンサーがドコモ東北であり、i-modeで放送中のスタジオを全国で観ることができた。パーソナリティーは塚田順子。

## 2009年10月〜2015年3月
「STEPPIN'TOHOKU」が「i-LANDinTOHOKU」終了の翌週からスタート。「i-LANDinTOHOKU」と同じく、東北ブロックネットで定禅寺通りのサテライトスタジオからの放送。パーソナリティーは松井実那子。Date fmローカルの「STEPPIN'」（11:30〜11:50）も同時にスタート。
2015年3月で終了。後続番組は『東北まんぷくラジオ』。